# Hermann Prübenau

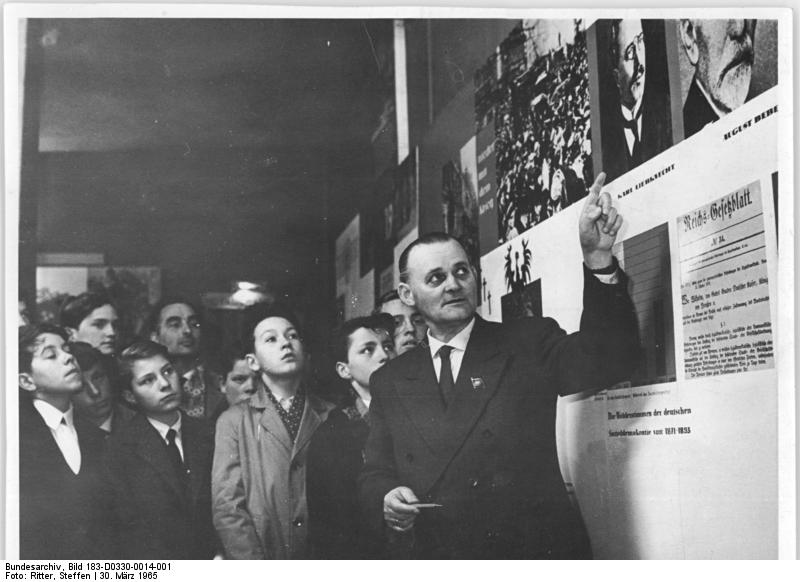
Prübenau 1965 in der von ihm geleiteten Bildungsstätte „Weltall-Erde-Mensch“

Hermann Prübenau (* 6. November 1901 in Magdeburg; † 29. März 1979 ebenda) war Politiker (USPD, SPD, SED) und Landtagsmitglied in Sachsen-Anhalt.

## Leben
Hermann Prübenau besuchte die Volksschule und machte anschließend 1916 bis 1920 eine Druckerlehre. Nach der Ausbildung war er Schriftsetzer, Druckereimitarbeiter und Druckereileiter. Seit 1916 war er in der sozialistischen Jugendbewegung tätig. 1919 trat er der USPD bei, 1922 trat er zur SPD über und hatte dort auch Parteifunktionen inne. Seit 1920 war er im Buchdruckerverband gewerkschaftlich organisiert und schrieb in sozialistischen Parteizeitungen.
In der Zeit des Nationalsozialismus war er bis 1936 arbeitslos. Ab 1942 leistete er Kriegsdienst, wurde verletzt und kam im März 1945 in Kriegsgefangenschaft. Nach eigenen Angaben im Landtagshandbuch leistete er illegale Parteiarbeit für die SPD und erlitt Verhöre und Hausdurchsuchungen.
Im Juni 1945 kehrte er nach Magdeburg zurück und engagierte sich sofort wieder in der wieder zugelassenen SPD. Prübenau wurde im Juli 1945 als Mitglied in den SPD-Bezirksvorstand Magdeburg gewählt und leitete diesen anschließend von Februar bis April 1946 als Vorsitzender. Bei den Diskussionen um die Vereinigung von SPD und KPD zu einer Partei gehörte Prübenau zu den Anhängern der Vorstellungen der KPD. Nach der erfolgten Zwangsvereinigung von SPD und KPD wurde Prübenau daher auch paritätischer Vorsitzender des Magdeburger Bezirksverbands der SED neben Ernst Brandt, der vorher der KPD angehörte. Prübenau unterstanden in seiner Funktion die Bereiche Kommunalpolitik, Sozialfürsorge, Umsiedler, Rückkehrer, Flüchtlingswesen sowie Polizei und Justiz. Als Vorsitzender eines SED-Bezirksverbandes  wurde er auch Mitglied des Parteivorstandes der SED.
Er war Stadtverordneter in Magdeburg. Bei der Landtagswahl in der Provinz Sachsen 1946 wurde er im Wahlbezirk I (Jerichow II, Salzwedel, Osterburg, Stendal und Gardelegen) in den Landtag Sachsen-Anhalt gewählt. Er gehörte dem 1. Volksrat der SBZ an.
Im Zusammenhang mit dem Schauprozess gegen Leo Herwegen wurde er als Leiter der Kommunalabteilung im Landesvorstand der SED abberufen. Zugleich wurden ihm Kontakte zu ehemaligen SPD-Mitgliedern und dem Ostbüro der SPD vorgeworfen, was letztendlich zu einem zeitweiligen Parteiausschluss führte.